# Фредерік Маркус Кнут
Фредерік Маркус Кнут (дан. Frederik Marcus Knuth або дан. Frederik Marcus Knuth-Knuthenborg, 1904–1970) — данський ботанік.

## Біографія
Фредерік Маркус Кнут народився у 1904 році.
Кнут займався збором і класифікацією рослин родини Кактусові з Південної Америки. Він описав понад 430 видів насіннєвих рослин. Фредерік Маркус був співавтором Курта Бакеберга по праці «Kaktus-ABC» — книзі для професіоналів і любителів з історії кактусів, географії кактусів, опису видів, вирощування та розмноження, опублікованій у 1935 році.
Фредерік Маркус Кнут помер у 1970 році.

## Наукова діяльність
Фредерік Маркус Кнут спеціалізувався на насіннєвих рослинах.